# Флоренсов, Яков Сергеевич
Яков Сергеевич Флоренсов (1811—1858) — директор Таганрогской мужской гимназии (1841—1850).

## Биография
Окончил кандидатом Московскую духовную академию. 
В 1830—1831 годах служил младшим учителем арифметики в Казанской гимназии. Затем был инспектором Тверской гимназии. С 5 сентября 1839 года был помощником инспектора Ришельевского лицея в Одессе. 
С 1841 по 1850 год работал директором Таганрогской мужской гимназии. При нём было закончено строительство нового здания таганрогской гимназии.